# Флуранс, Мари-Жан-Пьер
Мари-Жан-Пьер Флуранс (фр. Marie Jean Pierre Flourens; 13 апреля 1794, Мореян, департамент Эро, регион Лангедок — Руссильон — 6 декабря 1867, Монжерон, департамент Эсон, регион Иль-де-Франс) — известный французский физиолог и врач, сыгравший важнейшую роль в опровержении френологии.
Член Парижской академии наук (1828), Французской академии (1840), иностранный член Лондонского королевского общества (1835), иностранный член-корреспондент Петербургской академии наук (1856).

## Биография
В 1814 году приехал в Париж, где близко познакомился с Кювье, Жоффруа Сен-Илером и другими выдающимися научными силами. Его первые научные труды, отличавшиеся прекрасным стилем и глубиной анализа, появились в 1819 году. В парижском Атенеуме читал он ряд публичных лекций по физиологической теории чувств и представил в Академию наук ряд выдающихся мемуаров по физиологии животного и человеческого организма, обративших на себя всеобщее внимание.
В 1828 году Флуранс был выбран членом Академии наук по отделению сельской экономии, в 1830 году получил кафедру сравнительной анатомии в ботаническом саду, в 1832 году был произведен профессором au musée, в 1833 году — секретарём Академии наук, в 1840 году был выбран во Французскую академию.
В 1837 году избран депутатом; примкнул к левой, но не вмешивался в политическую борьбу. Людовик-Филипп в 1846 году назначил его пэром Франции, но он тем не менее остался профессором.
Кроме всех его заслуг как специалиста, Флуранс отличался особенным умением излагать и обсуждать научные вопросы в красивой и удобопонятной форме. Среди произведений Флуранса особенно значимы работы, касающиеся анатомии и физиологии головного мозга и нервной системы вообще: «Recherches éxprérimentales sur les propréite et les fonctions du système nerveux dans les animaux vertébrés» (Paris, 1824); «Experiences sur le système nerveux, faisant suite aux recherches expérimentales» (Paris, 1825). Это произведение и легло в основу его научной славы. Кроме того, в «Мемуарах» Академии наук помещены многие его работы: «Cours sur la génération, l’ovologie et l’embryologie» (1836); «Recherches sur le développement des os et des dents» (1842); «Anatomie générale de la peau et des membranes muqueuses» (1843); «Mémoires d’Anatomie et de Physiologie comparées» (1884); «Théorie experimentale de la formatiosn des os» (1847). Флуранс указал впервые в этом труде на основании опыта на знаменитый закон жизни, по которому материя в живых организмах изменяется и выставляется беспрерывно, но что постоянной является лишь сила.
Вместе с Франсуа-Ахиллом Лонже (1811—1871) провёл первые эксперименты по влиянию эфира и хлороформа на центральную нервную систему лабораторных животных.
Отчёты Академии наук за 1847 год включают несколько мемуаров Флуранса, касающихся действия на организм вдыханий эфира и хлороформа. Позже появился «Cours de physiologie comparée» (Paris, 1855).
Вместе со специальными трудами Флуранс опубликовал несколько трудов философского содержания: «Analyse raisonnée des travaux de George Cuvier» (Paris, 1841), «Buffon, histoire de ses travaux et de ses idées» (Paris, 1844), «De l’instinct et de l’intelligence des animaux» (Paris, 1841), «Examen de la phrénologie» (Paris, 1842—1845), «Fontenelle, ou de la philosophie moderne, relativement aux scieuses physiques» (Paris, 1847), «Histoire de la découverte de la circulation du sang» (Paris, 1854), «De la longévité ou de la quantité de vie sur le globe» (Paris, 1854), «De la vie et de l’intelligence» (Paris, 1858).
С 1853 по 1855 годы Флуранс написал об «Oeuvres de Buffon». В последние годы своей жизни Флуранс выпустил в свет: «Eloges historiques» (3 т., Paris, 1856—1862); «Examen du livre de M. Darwin» (Paris, 1864); «De l’unité de composition et du débat eutre Cuvier et S.-Hilaire» (Paris, 1865).